# Ross McElwee
Ross McElwee (Carolina do Norte, 21 de Julho de 1947) é um cineasta estadunidense. É realizador de documentários autobiográficos e professor na Universidade de Harvard.
Os seus filmes retratam a sua vida pessoal e a da sua família. São filmados pelo próprio com meios mínimos e são famosos pela sua intensidade e pela forma como Ross McElwee consegue tornar acontecimentos da vida quotidiana em drama.

## Filmografia
- Bright Leaves (2003)
- Six O'Clock News (1997)
- Time Indefinite (1993)
- Past Imperfect (1991) (para a Televisão)
- Something to Do with the Wall (1991)
- Sherman's March (1986)
- Backyard (1984)
- Resident Exile (1981)
- Charleen (1980)
- Space Coast (1979)
- 68 Albany Street (1976)
- 20,000 Missing Persons (1974)